# Математически анализ
Математическият анализ е клон от математиката, който се занимава с изследване на поведението на непрекъснатите функции, границите и свързаните с тях обекти и действия, като диференциране, интегриране, размерност, редица, ред и аналитична функция.
Анализът има две основни подразделения: диференциално смятане и интегрално смятане. Диференциалното смятане изследва скоростта на изменение на функциите, а интегралното смятане се занимава с натрупванията на стойности вследствие от някаква функция. Например, ако познаваме по какъв начин се изменя положението на някакъв обект с течение на времето, то с помощта на диференциалното смятане можем да определим скоростта на този обект във всеки момент от неговото придвижване. И обратното, ако знаем как се е изменяла скоростта му във времето, то с помощта на интегралното смятане можем да определим местоположението му във всеки момент.
Основните понятия, с които работи математическият анализ, са:
- диференциал, което означава безкрайно малка промяна на някаква стойност;
- граница и сходимост на функция;
- диференциране, или изчисляване на стръмността на функция;
- интегриране, или изчислявяне на натрупването на някаква стойност.

Математическият анализ намира приложение в почти всички науки, които използват математически апарат, но най-често се използва във физиката, електрониката, информатиката, икономиката и др.
В ежедневието често математическият анализ се прилага подсъзнателно. Например, ако наблюдаваме движението на един автомобил, ние нямаме представа директно за скоростта му (не виждаме скоростомера му), но когато видим как (колко бързо) се изменя положението му на пътя, успяваме да преценим и скоростта му.

## Основни понятия

### Безкрайно малки величини и граници
Исторически математическият анализ възниква, като теория на изчисленията с участие на безкрайно малки величини – математически обекти, които са различни от 0, но са по-малки по абсолютна стойност от всяко реално число, макар да запазват много от свойствата на реалните числа. Така безкрайно малката величина dx може да бъде по-голяма от 0 и по-малка от всяко число от безкрайната числова редица 1, 1/2, 1/3, ... Произведенията на безкрайно малките величини с крайни числа остават безкрайно малки, като по този начин нарушават валидната за реалните числа аксиома на Архимед. В същото време съотношенията между безкрайно малки величини продължават да имат смисъл – така производните на функция y(x) първоначално са дефинирани като частното на безкрайно малко изменение на функцията dy и съответното безкрайно малко изменение на независимата променлива dx.
Макар и интуитивно разбираемо, понятието за безкрайно малки величини се оказва трудно за формално дефиниране и през XIX век математическият анализ е преформулиран като вместо него е използвана концепцията за граница. Границите изразяват стойността на дадена функция при определена стойност на нейните параметри чрез стойностите на функцията при близки стойности на параметрите. Както и безкрайно малките величини, границите се използват за описване на дребномащабното поведение на функциите, но оставайки в рамките на системата на реалните числа.
От тази гледна точка анализът се превръща в сбор от техники за манипулиране на граници. Границите са най-простият начин за строго дефиниране на анализа и продължават да бъдат най-често използвания подход и в наши дни. В същото време през XX век се достига до строги дефиниции и с помощта на безкрайно малките величини, като този подход намира приложение в области като нестандартния анализ.

## Диференциално смятане
Една от основните подобласти на математическия анализ е диференциалното смятане, което изследва диференцирането, процесът на получаване на производната на дадена функция. Производната на дадена функция в определена точка от нейното дефиниционно множество характеризира дребномащабното поведение на функцията в тази точка, отразявайки промяната в нейната стойност при много малко изменение на нейния аргумент.
Например, ако f е функция, a е число от нейното дефиниционно множество, а h е число близко до 0, тогава a е близко до a + h, а f(a) е близко до f(a + h), а наклонът на графиката на функцията между тези две точки е:
{\displaystyle m={\frac {f(a+h)-f(a)}{(a+h)-a}}={\frac {f(a+h)-f(a)}{h}}}
Този израз се нарича диференчно частно. Правата, преминаваща през двете точки от графиката на функцията се нарича секуща, така че m е наклонът на секущата между точките (a, f(a)) и (a + h, f(a + h)). Секущата е само приближение на поведението на функцията в точката a, тъй като тя не отчита какво става между a и a + h. Тъй като е невъзможно h да се приеме за 0, защото това би довело до деление на 0, производната се дефинира като границата на израза, когато h клони към 0:
{\displaystyle \lim _{h\to 0}{f(a+h)-f(a) \over {h}}}
Например, производната на функцията f(x) = x2 в точката a = 3 се изчислява по следния начин:
{\displaystyle \lim _{h\to 0}{(3+h)^{2}-3^{2} \over {h}}=\lim _{h\to 0}{9+6h+h^{2}-9 \over {h}}=\lim _{h\to 0}{6h+h^{2} \over {h}}=\lim _{h\to 0}(6+h)=6}
Чрез определянето на производната на функцията във всяка точка от нейното дефиниционно множество се получава нова функция – за разлика от функциите, при които аргументът и резултатът са числа, диференцирането представлява линеен оператор с аргумент изходната функция и резултат нейната производна функция. Например, ако изходната функция е f(x) = x2, резултатът от диференцирането ще е друга функция: g(x) = 2x.
Съществуват няколко различни конвенции за означаване на производните, като най-често се използват тези на Лайбниц и Лагранж:
| Означения на Лайбниц                    | Означения на Лагранж         | Означения на Нютон                   | Означения на Ойлер               |
| {\displaystyle g(x)={\frac {df}{dx}}\!} | {\displaystyle g(x)=f'(x)\!} | {\displaystyle g(x)={\dot {f}}(x)\!} | {\displaystyle g(x)=D_{x}f(x)\!} |

## Интегрално смятане

### Фундаментална теорема на анализа
Според фундаменталната теорема на анализа диференцирането и интегрирането са обратни действия. Тя свързва стойностите на антипроизводните и определените интеграли. Тъй като обикновено е по-лесно да се изчисли антипроизводната, отколкото да се приложи определението за определен интеграл, фундаменталната теория на анализа често се използва в практиката за изчисляване на определени интеграли.
Фундаменталната теорема на анализа гласи, че ако дадена функция f е непрекъсната в интервала [a, b] и ако F е функция, чиято производна в интервала (a, b) е f, тогава:
{\displaystyle \int _{a}^{b}f(x)\,dx=F(b)-F(a)}
Освен това за всяко x в интервала (a, b)
{\displaystyle {\frac {d}{dx}}\int _{a}^{x}f(t)\,dt=f(x)}
Тези зависимости, установени от Исак Нютон и Готфрид Лайбниц въз основа на по-ранната работа на Айзък Бароу, стават изходна точка за мащабното развитие на математическия анализ. Фундаменталната теорема дава възможност за прилагането на алгебрични методи за изчисляване на много определени интеграли без прилагането на граници и става основа за решаването на много диференциални уравнения.

## История
Макар математическият анализ да се развива през XVII век в хода на Научната революция, много от използваните от него идеи могат да бъдат открити и в по-ранната математика. Ранно използване на аналитични методи присъстват неявно още в античната математика. Например, дихотомичната апория на Зенон от Елея имплицитно използва концепцията за безкраен геометричен сбор, макар че Зенон се опитва да демонстрира безсмислеността на подобен сбор. По-късно древногръцки математици, като Евдокс от Книд и Архимед, достигат до по-явни, макар и неформални, приложения на концепциите за граница и сходимост, прилагайки метода на изчерпването за изчисляването на площи и обеми. Явното използване на безкрайно малки величини се появява за пръв път в „Метод на механичните теореми“ на Архимед, труд преоткрит през XX век.
В Индия е регистрирано използването на сбор на геометрични редове от Бхадрабаху, d формули за сбора на аритметични и геометрични редове може да са били известни на авторите на джайнистката литература от през IV век пр. Хр. Към III век сл. Хр. китайският математик Лиу Хуей също използва метода на изчерпването за определяне на площта на кръг. През V век Дзу Чунджъ развива метода, по-късно наречен принцип на Кавалиери, за намирането на обема на сфера. По същото време индийският математик и астроном Ариабхата използва идеята за безкрайно малки стойности, за да изрази астрономическа задача чрез диференциално уравнение.
През XII век индийският математик Бхаскара II дава примери за производни и използва теоремата на Рол. През XIV век Мадхава от Сангамаграма разработва развиване на тригонометричните функции в редове на Тейлър.
Основите на математическия анализ са поставени в Европа през XVII век. Този процес започва с разработването от французите Пиер дьо Ферма и Рене Декарт на аналитичната геометрия, пряк предшественик на анализа. Ферма създава общ метод за определяне на минимумите и максимумите на функции и на допирателните към криви, а Декартовата „Геометрия“ от 1637 година понякога е сочена за начална точка на математическия анализ.
Като цялостна система математическият анализ е развит през втората половина на XVII век независимо един от друг от англичанина Исак Нютон и германеца Готфрид Лайбниц. С поредица от приложни изследвания през следващото столетие създаденото от тях диференциално смятане се развива в изцяло нови области, като вариационно смятане, обикновени и частни диференциални уравнения или анализ на Фурие. През този период бързо развиващият се математически анализ започва да се използва за приблизително решаване на дискретни задачи чрез апроксимирането им с непрекъснати.
През XVIII век швейцарецът Леонард Ойлер въвежда концепцията за математическа функция. Реалният анализ започва да се обособява като самостоятелна област, след като чехът Бернард Болцано въвежда съвременната дефиниция за непрекъснатост през 1816 година. През 1821 година французинът Огюстен Луи Коши започва да преформулира анализа върху твърди логически основи, отхвърляйки принципа за общност на алгебрата, широко прилаган до този момент. Вместо това Коши формулира анализа чрез геометрични концепции и безкрайно малки величини. Така например, неговата дефиниция на непрекъснатостта изисква безкрайно малко изменение на параметъра x да води до безкрайно малко изменение на функцията y. Той въвежда и концепцията за редица на Коши и поставя началото на формална теория на комплексния анализ. Германецът Карл Вайерщрас въвежда строгата (ε, δ) дефиниция за граница на функция. Друг германец, Бернхард Риман, създава теорията на интегрирането и разширява областта на комплексния анализ. С приносите на тези и други математици от средата на XIX век се формират основите на съвременната област на математическия анализ.
Към края на XIX век математиците започват да обсъждат въпроса дали приеманото съществуване на континуум на реалните числа не се нуждае от доказване. В отговор на това германецът Рихард Дедекинд представя реалните числа чрез дедекиндови сечения, в които ирационалните числа са формално дефинирани, образувайки заедно с рационалните пълно метрично пространство. Така той дава по-строга дефиниция на континуума на реалните числа от разработения столетия преди това от фламандеца Симон Стевин. По същото време опитите да се прецизират теоремите на римановото интегриране довеждат до начало на изследванията на размера на прекъсванията на реалните функции.
През този период започва и изучаването на различни патологични обекти, като навсякъде прекъсната функция, непрекъсната, но никъде диференцируема функция и запълваща пространството крива. В този контекст французинът Камий Жордан разработва теорията на размерността, германецът Георг Кантор създава днешната наивна теория на множествата, а французинът Рене-Луи Бер извежда своята теорема за категориите. В началото на XX век анализът е формализиран и въз основа на аксиоматичната теория на множествата. Французинът Анри Льобег внася значителни подобрения в теорията на размерността и създава собствена теория на интегрирането, внасяйки значителни подобрения в теорията на Риман. Германецът Давид Хилберт използва създадените от него хилбертови пространства за решаване на интегрални уравнения. Разпространява се идеята за нормираните пространства, а през 20-те години полякът Стефан Банах поставя началото на функционалния анализ.